# Маленькі пристрасті
«Маленькі пристрасті» (латис. Mazās kaislības) — радянський художній фільм 1990 року, знятий режисером Олегом Розенбергом.

## Сюжет
Головна тема фільму — кохання та зрада. Чотири головні героїні дівчина Інга, її мама Анна, подруга мами Марта та сусідка по комунальній квартирі Лавізе, пов'язані одна з одною однією схожою ниткою долі, розірвати яку не під силу жодній з них.

## У ролях
- Індра Бріке — Анна
- Резія Калниня — Інга
- Інгріда Кілшаускайте — Марта
- Віра Сінгаєвська — тітка Лавізе
- Зане Егліте — Анна в дитинстві
- Сіндія Рімша — Марта в дитинстві
- Раймондс Барташевічс — Яніс
- Андріс Маковскіс — Яніс
- Віліс Кімеліс — роль другого плану
- Інгріда Андріня — роль другого плану
- Володимир Чепуров — роль другого плану
- Вікторс Честновс — роль другого плану
- Астріда Гулбе — роль другого плану
- Хелмутс Калниньш — роль другого плану
- Вілма Ласмане — роль другого плану
- Арвідс Озоліньш — роль другого плану
- Харійс Спановскіс — роль другого плану
- Ліга Віденієце — роль другого плану
- Гуна Гейкіна — роль другого плану
- Андіс Мізішс — роль другого плану
- Сілвія Бітере — роль другого плану
- Едгарс Сіліньш — роль другого плану
- Бірута Цепліте — роль другого плану
- Я. Граудіньш

## Знімальна група
- Режисер — Олег Розенберг
- Сценарист — Андра Нейбурга
- Оператор — Андріс Селецкіс
- Композитор — Мартіньш Браунс
- Художник — Вієстурс Берзіньш